# Torneo de Róterdam 2012
El Torneo de Róterdam fue un evento de tenis ATP World Tour de la serie 250, disputado en Róterdam (Países Bajos) entre el 13 de febrero al 19 de febrero.

## Campeones

### Individuales Masculino
Roger Federer venció a  Juan Martín Del Potro por 6-1, 6-4.

### Dobles Masculino
Michael Llodra /  Nenad Zimonjic vencieron a  Robert Lindstedt /  Horia Tecau por 4-6, 7-5, 16-14.